# 1348
- Wikisource

| Calendário gregoriano                                                        | 1348 MCCCXLVIII                                      |
| Ab urbe condita                                                              | 2101                                                 |
| Calendário arménio                                                           | 797 – 798                                            |
| Calendário bahá'í                                                            | -496 – -495                                          |
| Calendário budista                                                           | 1892                                                 |
| Calendário chinês                                                            | 4044 – 4045 Início a 31 de janeiro (aproximadamente) |
| Calendário copta                                                             | 1064 – 1065                                          |
| Calendário etíope                                                            | 1340 – 1341                                          |
| Calendários hindus - Vikram Samvat - Calendário nacional indiano - Cáli Iuga | 1403 – 1404 1269 – 1270 4448 – 4449                  |
| Calendário Holoceno                                                          | 11348                                                |
| Calendário islâmico                                                          | 749 – 750                                            |
| Calendário judaico                                                           | 5108 – 5109                                          |
| Calendário persa                                                             | 726 – 727                                            |
| Calendário rúnico                                                            | 1598                                                 |
| Calendário solar tailandês                                                   | 1891                                                 |

1348 (MCCCXLVIII, na numeração romana) foi um ano bissexto do século XIV do Calendário Juliano, da Era de Cristo, e as suas letras dominicais foram  F e E (52 semanas), teve início a uma terça-feira e terminou a uma quarta-feira.
| Ano completo                          |
| ------------------------------------- |
| Ano bissexto com início à terça-feira |

## Eventos
- É fundada a Nobilíssima Ordem da Jarreteira, criada por Eduardo III de Inglaterra.
- A peste negra assola a Europa.

## Nascimentos
- Margarida III da Flandres